# Jimmy Schuldt
James „Jimmy“ Schuldt (* 11. Mai 1995 in Minnetonka, Minnesota) ist ein US-amerikanischer Eishockeyspieler, der seit Juli 2024 bei den San Jose Sharks in der National Hockey League unter Vertrag steht und parallel bei deren Farmteam, den San Jose Barracuda, in der American Hockey League (AHL) auf der Position des Verteidigers spielt.

## Karriere

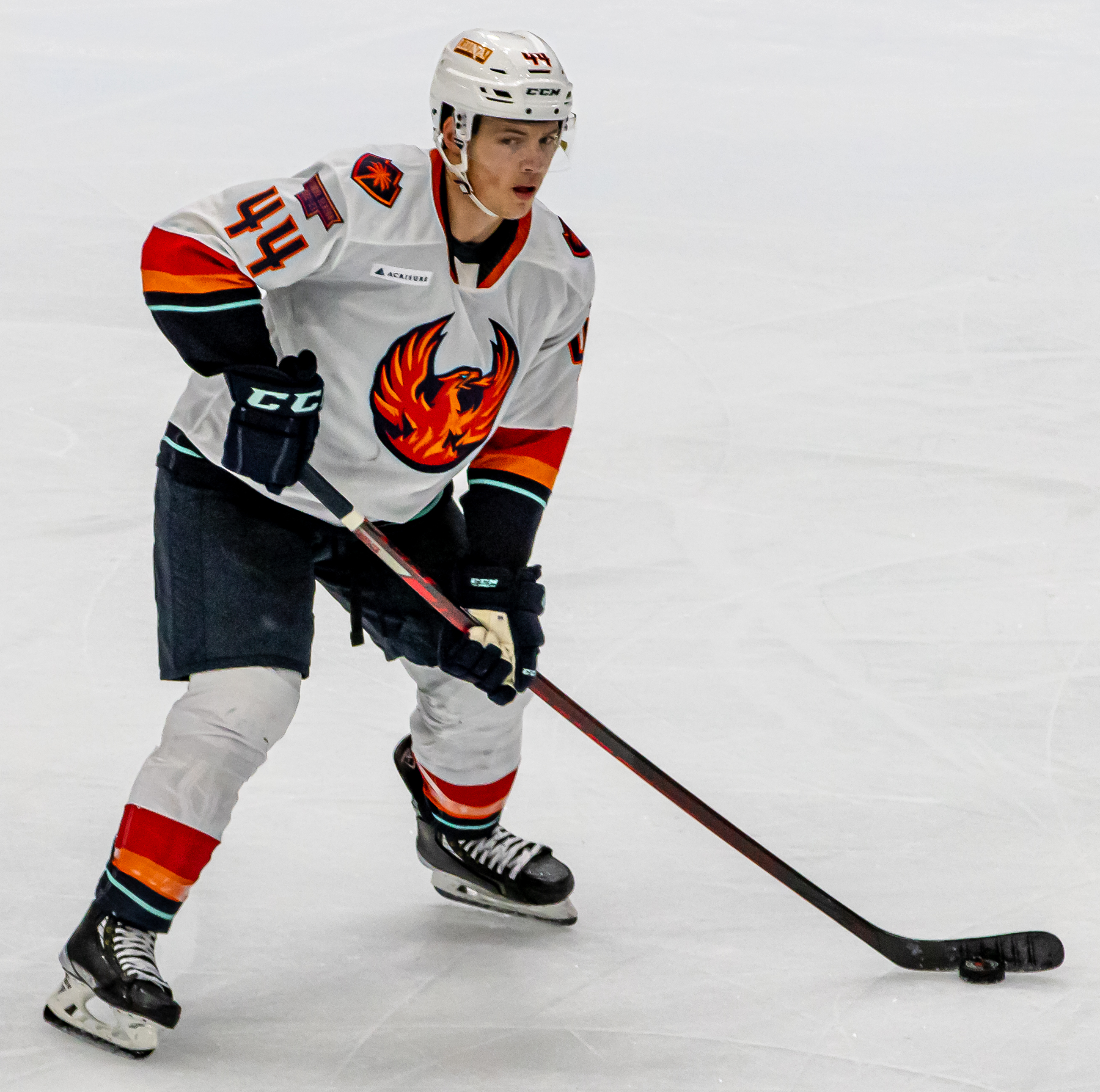
Schuldt im Trikot der Coachella Valley Firebirds (2022)

Jimmy Schuldt wurde in Minnetonka geboren und spielte dort in seiner Jugend für das Eishockeyteam der lokalen High School. Gegen Ende der Saison 2012/13 wechselte er zu den Omaha Lancers in die United States Hockey League (USHL), die ranghöchste Juniorenliga der Vereinigten Staaten. In der Spielzeit 2014/15 verzeichnete der Verteidiger 39 Scorerpunkte in 59 Partien für die Lancers und wurde demzufolge ins USHL Third All-Star Team berufen. Zum folgenden Herbst schrieb er sich an der St. Cloud State University im Heimatstaat Minnesota ein und lief fortan für deren Mannschaft, die Huskies, in der National Collegiate Hockey Conference (NCHC) auf, einer Liga im Spielbetrieb der National Collegiate Athletic Association (NCAA).
Bereits als Freshman gewann Schuldt mit den Huskies die Meisterschaft der NCHC, während er persönlich nach 26 Punkten aus 41 Partien ins NCHC All-Rookie Team gewählt wurde. Bereits als Sophomore übernahm er das Amt des Mannschaftskapitäns in St. Cloud und steigerte seine Statistik zur Saison 2017/18 deutlich auf 38 Punkte aus 40 Spielen, sodass er einen Punkteschnitt von 1,0 pro Spiel nur knapp verfehlte. In der Folge wurde er im NCHC First All-Star Team berücksichtigt und war einer von zehn Finalisten für den Hobey Baker Memorial Award, der den besten College-Spieler des Landes ehrt. Beide Ehrungen wurden dem Abwehrspieler im Folgejahr abermals zuteil, während er darüber hinaus als NCHC-Spieler des Jahres ausgezeichnet wurde. In der Wahl zum Hobey Baker Memorial Award fand er sich 2019 gemeinsam mit Cale Makar und Adam Fox unter den drei Spielern des Endausscheids, die Trophäe ging jedoch schließlich an Makar.
Nach dem Ende seiner vierten und letzten College-Saison unterzeichnete Schuldt im April 2019 einen Einstiegsvertrag bei den Vegas Golden Knights aus der National Hockey League (NHL). In einem NHL Entry Draft war er zuvor nicht berücksichtigt worden. Nur zwei Tage später gab der US-Amerikaner im Spiel gegen die Los Angeles Kings sein NHL-Debüt und verzeichnete dabei seinen ersten Assist, wobei es im weiteren Saisonverlauf bei diesem einen Einsatz bleiben sollte. Nach zwei Jahren in der Organisation der Golden Knights wechselte Schuldt im Juli 2021 als Free Agent für eine Saison zu den Buffalo Sabres, die ihn aber ausschließlich in der AHL bei den Rochester Americans einsetzten. Nachdem er schließlich im September 2022 einen Probevertrag bei den Seattle Kraken erhalten hatte, nahm ihn deren AHL-Kooperationspartner Coachella Valley Firebirds im selben Monat für die Spielzeit 2022/23 unter Vertrag. Im Juli 2023 nahmen ihn die Kraken dann wieder regulär für die Saison 2023/24 unter Vertrag, ohne dass er dort jedoch zum Einsatz kam. Im Juli 2024 wechselte er dann als Free Agent zu den San Jose Sharks.

## Erfolge und Auszeichnungen
| - 2015 USHL Third All-Star Team - 2016 NCHC-Meisterschaft mit der St. Cloud State University - 2016 NCHC All-Rookie Team - 2018 NCHC First All-Star Team | - 2018 Finalist für den Hobey Baker Memorial Award - 2019 NCHC-Spieler des Jahres - 2019 NCHC First All-Star Team - 2019 Finalist für den Hobey Baker Memorial Award |

## Karrierestatistik
Stand: Ende der Saison 2024/25
(Legende zur Spielerstatistik: Sp oder GP = absolvierte Spiele; T oder G = erzielte Tore; V oder A = erzielte Assists; Pkt oder Pts = erzielte Scorerpunkte; SM oder PIM = erhaltene Strafminuten; +/− = Plus/Minus-Bilanz; PP = erzielte Überzahltore; SH = erzielte Unterzahltore; GW = erzielte Siegtore; 1 Play-downs/Relegation; Kursiv: Statistik nicht vollständig)